# 僧陀明罗
僧陀明罗 (發音：[sàɴdà mɪ́ɴ l̥a̰]; 1363年逝世)是勃固王朝三代国王的王后，以及王座背后的实际统治者。她杀死了第二任丈夫修翳——素可泰王的外孙，导致了素可泰王国的入侵。她第三任丈夫频耶翳劳由她扶上王位，击退了入侵，维持了王国的独立。

## 早年
像所有Hanthawaddy王室，僧陀明罗有掸族和孟族血统。她是国王恭劳的女儿，也是王朝创始人伐丽流的侄女。她出生时的名字是Hnin An Po（နှင်းအံပို）。她第一次结婚是同表弟修齐因，他的母亲Hnin U Yaing 和她父亲恭劳是兄弟姐妹。婚姻对她是艰难的，因为修齐因的父亲Min Bala在1311年杀害了她的父亲。